# Simon Chibuga Masondole
Simon Chibuga Masondole (Bukiko, distrito de Ukerewe, 2 de outubro de 1972) é um clérigo tanzaniano e bispo católico romano de Bunda.
Simon Chibuga Masondole estudou filosofia no Seminário Maior Nossa Senhora dos Anjos em Kibosho de 1998 a 2001 e teologia católica no Seminário Maior St. Charles Lwanga em Segerea de 2001 a 2006. Masondole foi ordenado diácono em 25 de janeiro de 2006 em Segerea e recebeu o sacramento da ordenação para a Arquidiocese de Mwanza em 2 de julho do mesmo ano em Nyamanga.
Depois de servir brevemente como vigário paroquial em Kahangara em 2006, Simon Chibuga Masondole tornou-se vice-diretor do escritório diocesano para a liturgia e vigário paroquial em Nansio no mesmo ano. Em 2008, Masondole foi enviado à Itália para estudos adicionais. Lá estudou estudos litúrgicos no Istituto di Liturgia Pastorale Santa Giustina de Pádua (2008-2012) e no Pontifício Ateneu Sant'Anselmo de Roma (2012-2016). Além dos estudos, trabalhou como vigário paroquial em Conselve de 2009 a 2012 e numa paróquia da diocese de Tortona de 2015 a 2018. Desde 2018, Simon Chibuga Masondole é administrador paroquial, diretor da Creche e Escola Primária São Francisco de Assis e presidente da União dos Padres em Bunda.
Em 6 de abril de 2021, o Papa Francisco nomeou-o Bispo de Bunda.. O Arcebispo de Mwanza, Renatus Leonard Nkwanda, ordenou-o bispo em 4 de julho do mesmo ano, em frente à Catedral de São Paulo, em Bunda; Os co-consagradores foram o Bispo de Geita, Flavian Kassala, e o Bispo de Kigoma, Joseph Mlola OSS.